# Moreanți, Iavoriv
Moreanți (în ucraineană Мор'янці) este un sat în așezarea urbană Krakoveț din raionul Iavoriv, regiunea Liov, Ucraina.

## Demografie
Componența lingvistică a localității Moreanți
     Ucraineană (100%)
Conform recensământului din 2001, toată populația localității Moreanți era vorbitoare de ucraineană (100%).